# Ottersweier
Ottersweier – miejscowość i gmina w Niemczech, w kraju związkowym Badenia-Wirtembergia, w rejencji Karlsruhe, w regionie Mittlerer Oberrhein, w powiecie Rastatt, wchodzi w skład wspólnoty administracyjnej Bühl. Leży ok. 22 km na południe od Rastatt, przy drodze krajowej B3 i linii kolejowej InterCity (Karlsruhe-Bazylea).

## Współpraca
Miejscowości partnerskie:
- Krauschwitz, Saksonia
- Westerlo, Belgia